# S láskou nejsou žádné žerty
S láskou nejsou žádné žerty (On ne badine pas avec l’amour), v jiném překladu Se srdcem divno hrát, Neradno s láskou zahrávat si, nebo S láskou nelze žertovat, je romantická divadelní hra o třech jednáních francouzského prozaika, dramatika a básníka Alfreda de Musseta. Je napsána v próze a je ovlivněna autorovým vztahem s George Sandovou včetně citací z jejích dopisů.
Musset hru poprvé publikoval roku 1834 v literárním časopise Revue des deux Mondes a roku 1840 ji zařadil do knižního vydání svých her Comédies et proverbes (Komedie a proverby). Prvního uvedení na jevišti se hra dočkala až roku 1861 v pařížském divadel Comédie-Française.

## Žánrové zařazení hry
Žánrové zařazení hry není jednoduché. Musset ji označil za komedii, ačkoliv má tragický konec. Je založená na tzv. proverbech (improvizované hry na přísloví ze 17. a 18. století, která měli na konci hry diváci uhodnout). Musset tento žánr svérázným způsobem oživil a vytvořil tak zdánlivě lehkou komedii, která ovšem nepostrádá ani hořké tóny, které přerůstají až v tragické vyústění.

### Poznámka
1. ↑  Známá francouzská přísloví lze najít i v jiných názvech Mussetových her, jako je například Na nic nepřísahat (1836, Il ne faut jurer de rien) nebo Nedá se myslet na všechno (1849, On ne saurait penser à tout) – viz ŠRÁMEK Jiří. Panorama francouzské literatury 1. Praha: Host 2012. S. 258-259.

## Obsah hry
Hra se odehrává na nespecifikovaném francouzském panství. Místní baron si pozve na svůj zámek svého syna Perdicana, který právě dokončil v Paříži studia, a jeho sestřenici Kamilu, s úmyslem uspořádat jejich svatbu. Kamila má však ke svatbě odmítavý postoj. Byla vychována v klášteře, chce se do něho vrátit a mužům nevěří. Perdicana se její odmítnutí dotkne a vymyslí proto lest. Aby vzbudil Kamilinu žárlivost, předstírá lásku k vesnické dívce Růžence, která se však do něho hluboce zamiluje. Když Kamila konečně přizná, že Perdicana ve skutečnosti miluje, tajným svědkem jejich vzájemného vyznání je Růženka. Její citová prostota a bezprostřednost nedokáže pochopit chování aristokratických milenců. Omdlí a z citového otřesu zemře. Kamila dává Perdicanovi sbohem.
Hra zprvu obsahuje komické scény, výsměch autoritám, rabelaisovsky drsnou satiru na školomety, kláštery a faráře a vtipný, půvabný a duchaplný dialog. Tyto prvky konverzační komedie však vyústí v tragický konec, protože s tak vážným citem, jako je láska, si nelze beztrestně zahrávat.

## Adaptace

### Hudba
Roku 1917 napsal Camille Saint-Saëns scénickou hudbu k provedení hry v pařížském divadle Théâtre de l'Odéon.

### Film a televize
- On ne badine pas avec l'amour (1908), francouzský němý film, režie Georges Méliès.
- On ne badine pas avec l'amour (1910), francouzský němý film, režisér neuveden.
- Non si scherza con l'amore (1912), italský němý film, režisér neuveden.
- On ne badine pas avec l'amour (1924), francouzský němý film, režie Tony Lekain a Gaston Ravel.
- Man spielt nicht mit der Liebe (1926), německý němý film, režie Georg Wilhelm Pabst.
- On ne badine pas avec l'amour (1955), francouzský film, režie Jean Desailly.
- On ne badine pas avec l'amour (1977), francouzský film, režie Caroline Huppert.
- On ne badine pas avec l'amour (1978), francouzský televizní film, režie Roger Kahane.
- On ne badine pas avec l'amour (2001), francouzský krátký film, režie Yvon Marciano.
- On ne badine pas avec Rosette (2013), francouzský krátký film, režie Aure Atika.[7]

## Česká vydání a inscenace

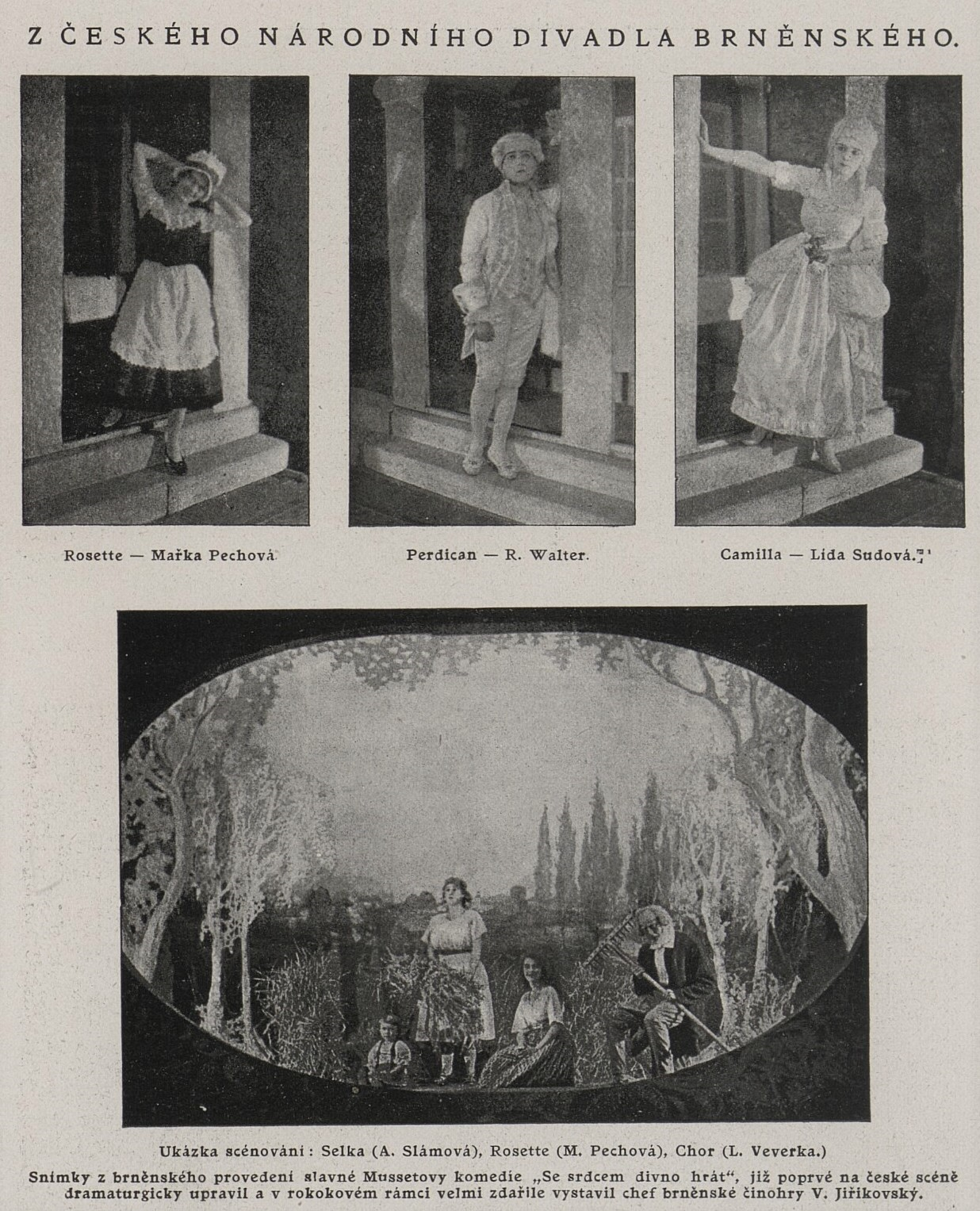
Se srdcem divno hrát, inscenace v Národním divadle v Brně roku 1917

- Se srdcem divno hrát, divadelní inscenace, Brno: Divadlo na Veveří 1897, překlad B. Kraus, režie Karel Lier.[2]
- Se srdcem divno hrát, Praha: Jan Otto 1900, přeložil Miloš Jiránek, znovu 1914 a 1926.
- Se srdcem divno hrát, divadelní inscenace, Praha: Národní divadlo 1917, překlad Gustav Schmoranz, režie Gustav Schmoranz.[8]
- Se srdcem divno hrát, divadelní inscenace, Brno: České národní divadlo 1917, přeložil Gustav Schmoranz, režie Rudolf Walter.[2]
- Se srdcem divno hrát, divadelní inscenace, Ostrava: Národní divadlo moravskoslezské 1919, přeložil Gustav a Zděnek Schmoranzovi, režie Václav Jiřikovský.[2]
- Se srdcem divno hrát, Praha: Břetislav Maria Klika 1920, přeložili Gustav a Zdeněk Schmoranzovi.
- S láskou nelze žertovat, obsaženo v Komedie a proverby. Řada první, Praha: Ladislav Kuncíř 1930, přeložil Jaroslav Zaorálek.
- S láskou nelze žertovat, Praha: Dilia 1955, přeložil Jaroslav Zaorálek, znovu 1957 a 1973.
- Se srdcem divno hrát, rozhlasová hra, Československý rozhlas 1956, překlad Gustav a Zdeněk Schmoranzovi, režie Otakar Bílek.[9]
- S láskou nejsou žádné žerty, Praha: Orbis 1956, přeložil Karel Kraus.
- S láskou nejsou žádné žerty, obsaženo v Dílo, Praha: SNKLU 1966, přeložil Karel Kraus.
- S láskou nejsou žádné žerty (1967), divadelní incenace, Praha: Realistické divadlo Zdeňka Nejedlého, překlad Karel Kraus, režie Karel Palouš.[10]
- Neradno s láskou zahrávat si, Praha: Triton 1997, přeložil Ján Simkanič.
- Marianniny rozmary; Neradno s láskou zahrávat si, Praha: Artur 2011, přeložil Ján Simkanič.